# 马特维·穆拉诺夫
马特维·康斯坦丁诺维奇·穆拉诺夫（俄语：Матвей Константинович Муранов，1873年11月29日（12月11日）—1959年12月9日）他是全联盟共产党（布尔什维克）中央组织局候补委员、苏联共产党中央监察委员会委员。